# Eugen Philippovich von Philippsberg
Eugen Philippovich von Philippsberg, född 15 mars 1858 i Wien, död där 4 juni 1917, var en österrikisk nationalekonom, kusin till Joseph Philippovich von Philippsberg.
Philippovich von Philippsberg blev 1885 extra ordinarie professor i nationalekonomi och blev 1893 ordinarie professor i detta ämne vid Wiens universitet. Han var medlem av International Statistical Institute och österrikiska herrehuset. Han vann högt anseende i en rad länder genom sin omfångsrika lärobok Grundriss der politischen Ökonomie, vars första, teoretiska del, betitlad Allgemeine Volkswittschaftslehre 1893-1913 utgick i tio upplagor, medan de två övriga banden, behandlande olika sidor av den praktiska nationalekonomin, under titeln Volkswirtschaftspolitik utkom i sex resp. fyra upplagor.
Philippovich von Philippsberg tillhörde på samma gång den historiska och den österrikiska skolan inom sin vetenskap. Han verkade, trots sin allmänna aristokratisk-konservativa ståndpunkt, inom Verein für Socialpolitik. Han författade i övrigt bland annat Die Bank von England im Dienste der Finanzverwaltung des Staats (1885; andra upplagan 1911), Wirtschaftlicher Fortschritt und Kulturentwicklung (1892), Entwicklung der Wirtschaftspolitischen Ideen im 19. Jahrhundert (1909) samt ett stort antal uppsatser och avhandlingar i "Handwörterbuch der Staatswissenschaften" och i olika tidskrifter, särskilt i "Zeitschrift für volkswirtschaftliche Sozialpolitik und Verwaltung", av vilken han var medredaktör (tillsammans med Eugen von Böhm-Bawerk till dennes död, 1914), liksom han sedan 1899 utgav "Wiener staatswissenschaftliche Studien" (tillsammans med Edmund Bernatzik).